# Liste der Monuments historiques in Aboncourt-Gesincourt
Die Liste der Monuments historiques in Aboncourt-Gesincourt führt die Monuments historiques in der französischen Gemeinde Aboncourt-Gesincourt auf.

## Liste der Objekte
| Bezeichnung                                                                  | Beschreibung                                                | Standort                                              | Kennzeichnung | Schutzstatus | Datum | Bild |
| ---------------------------------------------------------------------------- | ----------------------------------------------------------- | ----------------------------------------------------- | ------------- | ------------ | ----- | ---- |
| Skulptur Unterweisung Mariens                                                | Holz, farbig gefasst, 16. Jahrhundert; 1995 gestohlen       | Aboncourt, in der Kirche Nativité-de-la-Vierge (Lage) | PM70000002    | Classé       | 1959  |      |
| Skulptur heiliger Isidor                                                     | Holz, farbig gefasst, 18. Jahrhundert                       | Aboncourt, in der Kirche Nativité-de-la-Vierge (Lage) | PM70000004    | Classé       | 1976  |      |
| Skulptur Madonna mit Kind                                                    | mit Nische; Holz, farbig gefasst, 18. Jahrhundert           | Aboncourt, in der Kirche Nativité-de-la-Vierge (Lage) | PM70001932    | Inscrit      | 2002  |      |
| Gemälde Der heilige Dominik und die heilige Theresa empfangen den Rosenkranz | Ölfarbe auf Leinwand, 18. Jahrhundert                       | Aboncourt, in der Kirche Nativité-de-la-Vierge (Lage) | PM70001933    | Inscrit      | 2002  |      |
| Skulptur Johannes                                                            | Holz, farbig gefasst, 18. Jahrhundert                       | Aboncourt, in der Kirche Nativité-de-la-Vierge (Lage) | PM70001942    | Inscrit      | 1996  |      |
| Skulptur Matthäus                                                            | Holz, farbig gefasst, 18. Jahrhundert                       | Aboncourt, in der Kirche Nativité-de-la-Vierge (Lage) | PM70001943    | Inscrit      | 1996  |      |
| Skulptur Heiliger Franziskus                                                 | Holz, farbig gefasst, 18. Jahrhundert                       | Aboncourt, in der Kirche Nativité-de-la-Vierge (Lage) | PM70002549    | Inscrit      | 1985  |      |
| Glocke                                                                       | Bronze, 1696 gegossen                                       | Aboncourt, in der Kirche Nativité-de-la-Vierge (Lage) | PM70000001    | Classé       | 1942  |      |
| Hauptaltar                                                                   | Altartisch und Tabernakel; Holz, vergoldet, 18. Jahrhundert | Aboncourt, in der Kirche Nativité-de-la-Vierge (Lage) | PM70000003    | Classé       | 1975  |      |
| Skulptur Betende Madonna                                                     | Holz, 15. Jahrhundert                                       | Aboncourt, in der Kirche Nativité-de-la-Vierge (Lage) | PM70001723    | Classé       | 1989  |      |